# Бендерский, Константин Александрович
Константин Александрович Бендерский (Бендерской) (1783—1841) — русский генерал-майор, Георгиевский кавалер.

## Биография
Вступил в службу фурьером в 1792 году. За отличие в 1808 году получил чин штабс-капитана, в 1813 — подполковника, в 1814 — полковника.
В период 1817—1826 годов был виленским комендантом. В 1826 году получил чин генерал-майора и назначен командиром Шостенского порохового завода, которым руководил до 1832 года. Вышел в отставку в 1834 году.

## Награды
- Орден Святого Владимира 4-й степени с бантом (15.02.1809)[3].
- Орден Святой Анны 2-й степени (15.02.1813) с алмазами (13.10.1815)[4].
- Золотая шпага «За храбрость» (6.10.1813)[5].
- Орден Святого Георгия 4-го класса (13.02.1823, № 3647, за выслугу)[6].

## Семья
Первый брак, с Екатериной Семёновной Белокопытовой, был бездетным.
Во втором браке с Александрой Филициановной Одинцовой-Брезавацкой (1801—1869) он имел 11 детей; младшая дочь Александра (род. 3.3.1836) была замужем за Н. Ф. Метлиным.